# 綠唇鸚嘴魚
綠唇鸚嘴魚（学名：Scarus forsteri），又名福氏鸚哥魚，俗名鸚哥，為輻鰭魚綱鱸形目隆頭魚亞目鸚哥魚科的其中一種。

## 分布
本魚分布於印度太平洋區，包括聖誕島、皮特凱恩島、日本、台灣、中國沿海、越南、泰國、馬來西亞、菲律賓、印尼、澳洲、新幾內亞、新喀里多尼亞、所羅門群島、帛琉、斐濟群島、萬那杜、夏威夷群島、法屬玻里尼西亞等海域。

## 深度
水深3至30公尺。

## 特徵
本魚體延長而略側扁。頭部輪廓呈平滑的弧型。齒板之外表面平滑，上齒板幾被上唇所覆蓋；大成魚之上齒板具1至2犬齒；每一上咽骨具1列臼齒狀之咽頭齒。開始型雌魚，齒白，體色明顯，全身棕紅色，體側具有一寬的金屬藍色縱斑。終端型雄魚之外表，體為深綠色，鱗片鑲有橘紅綠，且腹部較淡色。背鰭及臀鰭緣的藍綠色斑紋較寬，且腹部有1至2條青色縱帶。胸鰭上部為藍綠色，下部為橙紅色；腹鰭為黃色，硬棘為藍綠色；尾鰭為藍綠色，外緣為黃色，基部為橄欖色。背鰭硬棘9枚、背鰭軟條10枚、臀鰭硬棘3枚、臀鰭軟條9枚。體長可達45公分。

## 生態
本魚喜獨游於離岸較遠的礁湖及珊瑚礁海域。終端型雄魚在交配期時頭頂會變為紫色。

## 經濟利用
食用魚類，一般食用時利用清蒸或紅燒皆可，另可作為觀賞魚。